# Ковальский, Сергей Львович
Сергей Львович Ковальский (род. 27 декабря 1968, Москва) — советский, российский композитор, поэт, вокалист, аранжировщик, музыкальный продюсер.

## Биография
Родился 27 декабря 1968 года в Москве в семье музыкантов. Отец — Ковальский Лев Михайлович — концертмейстер виолончельной группы, мать — Дозорова Галина Николаевна — заместитель концертмейстера виолончельной группы в Симфоническом оркестре Министерства культуры СССР (Симфонический оркестр Всесоюзного радио и телевидения).
Сергей — поздний и единственный ребенок в семье. В семье Ковальских всегда звучала музыка: мама пела и играла на фортепиано. В доме часто проводились репетиции и творческие вечера. С первых лет родители разглядели в сыне музыкальный талант. В 6 лет мальчик поступил в музыкальную школу имени Н. Я. Маяковского (в настоящее время — школа и училище им. Ф. Шопена на Малой Дмитровке) по классу фортепиано. В этой школе у ребёнка проявились большие способности к вокалу. Сергей всегда солировал в хоре, много выступал.
В связи с репатриацией в Израиль главного дирижёра и руководителя оркестра Юрия Михайловича Арановича, оркестр был расформирован и оба родителя лишились работы. Необходимо было всё начинать с нуля. Лев Михайлович устроился солистом-виолончелистом в Москонцерт, много ездил с гастролями по стране. Галина Николаевна стала концертмейстером виолончельной группы в Московском академическом музыкальном театре им. К. С. Станиславского и Вл. И. Немировича-Данченко. Мама часто приводила маленького сына на репетиции и выступления в знаменитый театр. Закулисная жизнь, обилие классической музыки повлияли на становление музыкального вкуса будущего композитора. Здесь Сергей получил представление о музыкальных стилях и композиторских школах.

### Опыт в кино
Ведомственный дом в районе станции метро «Речной вокзал», в котором проходило детство Сергея, собрал под одной крышей всех работников радио и телевидения. Одним из соседей семьи Ковальских по подъезду был телережиссёр Сергей Евлахишвили, который заметил мальчика. Так в числе именитых актеров восьмилетний Сергей попал на съемки двух художественных телефильмов: «Джентльмены, которым не повезло» по мотивам рассказов О. Генри и «Когда-то в Калифорнии» по мотивам рассказов Ф. Брет-Гарта. Позже мама рассказала Серёже, что по окончании съемок они получали предложения для сына сниматься и дальше, но решили, что это отнимает у ребёнка слишком много времени, и отказались.
Спустя много лет Сергей вернётся в кино, но уже как композитор. Сергей никогда не мечтал стать пианистом, а владение фортепиано воспринимал как возможность аккомпанировать себе в пении и сочинять. Любовь к слову привела мальчика в Дом пионеров на ст. м. Войковская, где он с большой охотой брал уроки художественного чтения и участвовал в многочисленных конкурсах чтецов.
В 1984 году, после окончания восьмого класса, Сергей поступил в Музыкальное училище имени Гнесиных на эстрадное отделение как джазовый пианист. Именно в училище Сергей открыл для себя джазовую музыку.
В 15 лет вместе с певицей Еленой Кузьминой, которая исполнила его песни на конкурсе творческой молодёжи ЦДРИ, он стал лауреатом. Это было одним из первых серьёзных профессиональных испытаний и одновременно победой. После конкурса пятнадцатилетний Сергей впервые в своей артистической карьере поехал с гастролями на Украину.
В училище молодой человек развивался под руководством известного джазового композитора Юрия Чугунова; изучал композицию, ансамбль, дирижирование и оркестровую аранжировку в классе композитора и аранжировщика Александра Клевицкого.
После окончания училища юноша ушёл в армию. В 1988—1990 гг. Сергей проходил воинскую службу в Ансамбле песни и пляски МВД СССР под руководством Виктора Петровича Елисеева. В ансамбле Сергей пел в хоре и исполнял в качестве солиста свои авторские песни, ездил с ансамблем на гастроли по всему Советскому Союзу.
По окончании службы Сергей получил высшее образование, окончив как эстрадный вокалист Академию им. Гнесиных. В студенческие годы свою первую работу вокалиста Сергей получил по рекомендации педагога по вокалу Натальи Зиновьевны Андриановой, которая рекомендовала артиста в Еврейский музыкальный театр на Таганской площади под руководством А. А. Певзнера. В составе труппы в 1992 году Сергей впервые выезжает на гастроли в Германию, затем в Китай.

### Трио «Гранд»
Именно в Еврейском театре Сергей познакомился с будущими солистами собственной группы — Игорем Манашировым и Александром Ольшевским. Коллеги присматривались к новичку, а спустя некоторое время молодой композитор уже играл им свои песни. Через год совместной работы родилась идея о создании совместной музыкальной группы Трио «Гранд», которая объединила творческие пути музыкантов друг с другом на 10 лет.
В 1991 году Трио «Гранд» сделали свою первую концертную программу. Коллектив много выступал в лучших столичных клубах. Сначала репертуар коллектива состоял из хитов в стиле ретро, но вскоре появились и собственные песни, по большей части написанные Сергеем Ковальским.
В 1998 году под лейблом «Союз» вышел первый авторский альбом Трио «Гранд» — «Розовые очки», а авторская песня Сергея «Лам-Лам», вошедшая в один из популярнейших в те годы сборников «Союз», зазвучала из всех музыкальных киосков Москвы. Второй альбом коллектива так и не вышел. Песни были написаны, но директор проекта счёл их слишком сложными, «фирменными» с точки зрения музыкального языка, и разрешения на выпуск альбома не дал.
В 1991 году судьба свела музыкантов с Игорем Угольниковым, который в то время искал музыкантов для своего авторского проекта «ОБА-НА УГОЛ ШОУ». Так Трио «Гранд» на протяжении 3 лет писали джинглы и сами исполняли их «живьем» в телестудии в рамках шоу (1992—1994).
Карьера Трио «Гранд» шла в гору. В 1994 году коллектив получает премию международного фестиваля «Месом» в Белграде, а в 1995 году музыканты получают Приз зрительских симпатий и диплом лауреатов в конкурсе «Ялта — Москва транзит», в котором также принимали участие Диана Гурцкая и группа «Чай вдвоем». В качестве приза участники «Трио» получили туристический круиз Бразилия — Уругвай — Аргентина. В рамках этой поездки Трио «Гранд» дали два сольных концерта на корабле и выступили на открытии и закрытии тура.
На заре туристического бизнеса в России артисты быстро наладили контакт с фирмой «Примэкспресс», которая осуществляла морские круизы по всему миру, и после еще не раз работали на лайнере. За время существования коллектива участники «Трио» успели побывать с концертами в Израиле, Югославии, Турции, Греции, Испании, Марокко, Франции, Китае, Германии, Мальте, Англии, Нидерландах, Дании.
В 2001 году коллектив прекратил свое существование, а его участники продолжили творческую деятельность, но уже порознь.

### Семья и дети
В возрасте 28 лет Сергей женился. Возлюбленной музыканта стала дизайнер одежды производственного объединения «Эста» Елена Милорадович, которая в то время активно работала и создавала костюмы для цирковых и балетных артистов, актеров театров, звёзд шоу-бизнеса и пр.
Знакомство с будущей супругой произошло во время ее работы над костюмами для Трио «Гранд» к конкурсу в Белграде. Сегодня Сергей и Елена воспитывают двоих детей. Старшая дочь Лиза (1997) и сын Фёдор (2001).

### Кино
Несколько лет после распада "Трио «Гранд» Сергей Ковальский писал музыку к мультфильмам. В числе работ композитора цикл мультфильмов «Были-небыли» (более 50 выпусков из 100). В 2004 музыканту выдалась возможность поработать с компанией «А-медиа»: это был международный проект с американцами, Сергею предложили написать саундтрек к сериалу. Композитор выполнил заказ и даже сам исполнил собственную песню. Так на телеканале СТС появился первый ситком «Моя прекрасная няня». После Ковальский стал автором саундтреков к таким сериалам как «Кто в доме хозяин» и «Гуманоиды в Королеве», а в 2008 году компания «Амедиа» прекратила свое существование.
В 2012 году Сергей пишет музыку для полнометражного фильма — мистического триллера «Звено». За эту работу композитор получил диплом на международном фестивале «Бригантина» (Украина) в номинации «Лучшая музыка к кино».

### Звёздные хиты
На протяжении всей творческой карьеры Сергей Ковальский сотрудничал с множеством артистов отечественного шоу-бизнеса как композитор и поэт. Его песни исполняют Лариса Долина, Лолита Милявская, Лайма Вайкуле. Сергей Пенкин, Александр Ревва, Филипп Киркоров, Роберто Кель Торрес, SOPRANO Турецкого, Хор Турецкого, Сергей Волчков.
Особый случай свёл композитора с Валентиной Толкуновой в 2009 году, в результате которой в репертуаре артистки появились четыре песни Сергея, вошедшие в сборник «Золотых хитов» певицы.

### Хор Турецкого и SOPRANO
В 2001 году брат близкой подруги Сергея, Алексей Калан, который на тот момент был солистом знаменитой арт-группы Хор Турецкого, предложил Сергею написать несколько аранжировок для Хора. Коллектив Михаила Турецкого в то время расширял репертуарные рамки и активно работал в жанре кроссовер. Так Сергей начал писать эстрадные аранжировки к классическим и эстрадным произведениям Хора. А в 2008 году по итогам всероссийского кастинга Михаил Турецкий создал свой женский вокальный проект SOPRANO, куда Сергей Ковальский был приглашён в качестве музыкального продюсера. С SOPRANO Турецкого композитор работает по сей день.

### Битва Хоров
В 2013 году Сергей Ковальский стал главным хормейстером второго сезона телешоу «Битва Хоров» на канале Россия-1. На протяжении трёх месяцев Сергей ежедневно работал в проекте, создавая музыкальный контент преимущественно для сводного хора, а также тесно сотрудничал с хором Челябинска под руководством Михаила Бублика.

### Мюзиклы
Мюзикл — еще одно направление в творчестве Сергея Ковальского. Пробой пера в этом жанре стал детский образовательный мюзикл «Сизимок и Бабинук». Мюзикл создавался на основе образовательной программы, которая шла на протяжении 4-х лет с участием детей со всего Пермского края на базе Центра Детского творчества «Росток».
В рамках программы проводились мастер-классы, уроки вокала, танца и драматического искусства для детей разного возраста. Возглавляла этот проект педагог вокала Елена Кузьмина, с которой Сергей дружен уже много лет. В результате работы с детьми стало понятно, что им под силу сыграть настоящий мюзикл.
В основу сюжета мюзикла легли герои этноса Пермского края. Авторы (либретто Михаил Шабров, художник Петр Гиссен) проводили исследовательские экспедиции по окрестностям края, изучали обычаи и места, аномальные зоны. Все это нашло отражение в произведении.
Премьера спектакля состоялась 24 июня 2013 г. в Перми в ДК Солдатова при поддержке министерства культуры и молодежной политики Пермского края. Спектакль собрал 2000 человек в зрительном зале. Мюзикл «Сизимок и Бабинук» принес композитору премию министерства культуры Пермского края за лучший театральный проект (2013 г.). После премьеры вся детская труппа отправилась на гастроли.
В 2014 году российский поэт-песенник и драматург Евгений Муравьев предложил Сергею Ковальскому идею для создания нового мюзикла «Кентервильское приведение» по мотивам новеллы Оскара Уайльда, но с оптимистичным финалом — семейную историю с хеппи-эндом. Сергея заинтересовало предложение, и он приступил к работе.
Премьерные спектакли были приурочены к Международному Дню театра и состоялись 26 и 27 марта 2016 года в г. Белгород на сцене БГАДТ имени М. С. Щепкина.
В 2016 году постановка мюзикла «Кентервильское привидение» состоялась в Чайковском театре драмы и комедии и в Челябинском молодёжным театре.

## Список произведений

### Песни
SOPRANO Турецкого:
- 2014 — «Посмотри, какая красивая» /Дуэт с Роберто Кель Торесом
- 2014 — «Ветреная»
- 2014 — «На лету лето»/Дуэт с Артуром Пирожковым(Александр Рева)
- 2014 — «Рождество и Новый Год»
- 2015 — «Пилот Иванов»
- 2015 — «И будешь рядом однажды»
- 2015 — «Спи моя любовь»
- 2015 — «Слышишь, он идёт» («Новый Год»)
- 2016 — «Ты всё что нужно мне»/Дуэт с Ф.Киркоровым
- 2017 — «Цветок»
- 2017—  «Ты один такой»
- 2017—  "Калядка"

Хор Турецкого:
- 2015 — «Обнимаю небеса»
- 2016 — «Ищем перемирия»

Лариса Долина:
- 2000 — «По-новому жить»
- 2004 — «Оттепель»
- 2004 — «А ты не понял»
- 2006 — «Не ты не я»

Лолита Милявская:
- 2012 — «Я не то не это»
- 2012 — «Самолёт»

Лайма Вайкуле:
- 2008 — «ДТП»

Сергей Пенкин:
- 2002 — «Помнишь наш день»

Валентина Толкунова:
- 2006 — «Домик в деревне»
- 2006 — «Осень»
- 2006 — «Близкие подруги»
- 2006 — «А так хотелось главное сказать»

Ирина Мирошниченко:
- 2014 — «Мама»

Эвелина Блёданс:
- 2014 — «Небо надо мной»

Кристина Збигневская:
- 2010 — «Волчья ягода»
- 2010 — «Мой любимый мужчина»
- 2010 — «Танцуй со мной»
- 2010 — «У рояля»
- 2010 — «Не последний»

Наталья Прима:
- 2002 — «Изгнанница»
- 2002 — «Кто-то скажет судьба»
- 2002 — «Горели облака»
- 2012 — «Я на Руси мечтаю быть счастливой»
- 2012 — «Я не звоню тебе»

Максимов Шоу:
- 2009 — «Я не обещаю»

Андрей Васильев:
- 2003 — «Под русским небом»
- 2003 — «Россия и Америка»
- 2003 — «Мужская дружба»
- 2003 — «Баллада про рыжего пса»
- 2003 — «Звёзды падают»

Мария Воронова:
- 2007 — «Офицеры»
- 2007 — «Великая Россия»
- 2007 — «Когда живём любовью»

Варвара Комиссарова:
- 2010 — «С Новым Годом, мой любимый»
- 2010 — «Мотыльки»
- 2010 — «Беги, беги на край света»
- 2010 — «Это любовь»

Трио «Гранд» (1991—2001):
- 1997 — «Розовые очки»
- 1997 — «Корабль»
- 1997 — «Я скучаю по тебе»
- 1997 — «Лам-Лам»
- 1997 — «Малыш»
- 1997 — «Ночь любви»
- 1997 — «Кассандра»
- 1997 — «Весна»
- 1997 — «Танец дождя»
- 1998 — «Шуры-Муры»
- 1998 — «Дачники»
- 2000 — «Вдоль по дороге»
- 2000 — «Журавли»
- 2000 — «Мир любит тебя»
- 2000 — «Моя Москва»
- 2000 — «Твоё сердце похоже на лёд»
- 2000 — «А Вам не хотелось повыть на Луну»
- 2000 — «Только слёзы»
- 2000 — «Я за тобой иду»

Елена Кузьмина (1984—1990):
- «Монета добра»
- «Упал златой листвы локон»
- «С Днём Рожденья»
- «Не за себя прошу, Господи»
- «Мне надоело жить с тобою рядом»
- «Новый Год»

Сергей Волчков:
- 2017 — «Корабли»

Вокальный проект «VIVA»:
- 2017 — «Любимая моя Москва»
- 2017 — «Только очень жди»
- 2017 — «Голубоглазая»
- 2017 — «Чёрное золото»

Роберто Кель Торрес
- 2016 — «Любовь на кончиках пальцев»
- 2017 — «Роковая женщина»
- 2017 — «Звезда упала»
- 2017 — «Далеко-Далёко»
- 2017 — «Самая любимая»
- 2018 — «Лава-Lover»

### Музыка кино
- 2004 — «Моя прекрасная няня» /Ситком (АМедиа)[4]
- 2006 — «Кто в доме хозяин» / Ситком (АМедиа)
- 2008 — «Гуманоиды в Королёве» / Ситком (АМедиа)
- 2010 — «Нанолюбовь» / Фентези (Стармедиа)
- 2012 — «Звено» /Мистический триллер (Студия «Странник»)

### Мюзиклы
- 2018 — Мюзикл-сказка «Аленький цветочек» (ледовое шоу Татьяны Навки)
- 2013 — «Сизимок и Бабинук» — детский образовательный мюзикл по мотивам коми-пермятского сказочного фольклора. Либретто поэта Михаила Шаброва
- 2012 — «Кентервильское привидение» — мюзикл по мотивам новеллы О. Уайльда. Либретто поэта Евгения Муравьёва
- «Запретные сказки» — мюзикл по рассказам Р. Брэдбери (в процессе создания)

## Награды и грамоты
- Премия Правительства Российской Федерации 2016 года в области культуры (7 февраля 2017 года) — за патриотический проект «Праздник Песни — Народное караоке № 1 в стране. Поёт вся страна!»[5][6];